# Guinea-Bissau ai Giochi della XXXII Olimpiade
La Guinea-Bissau ha partecipato ai Giochi della XXXII Olimpiade, che si sono svolti a Tokyo, Giappone, dal 23 luglio all'8 agosto 2021 (inizialmente previsti dal 24 luglio al 9 agosto 2020 ma posticipati per la pandemia di COVID-19) con quattro atleti, tre uomini e una donna.
Si è trattata della settima partecipazione di questo paese ai Giochi estivi.

## Delegazione
| Sport            | Uomini | Donne | Totale |
| ---------------- | ------ | ----- | ------ |
| Atletica leggera | 1      | -     | 1      |
| Judo             | -      | 1     | 1      |
| Lotta            | 2      | -     | 2      |
| Totale           | 3      | 1     | 4      |

## Risultati

### Atletica leggera
| Q | Qualificato al turno successivo per la posizione in qualificazione                                                           |
| q | Qualificato per il turno successivo per ripescaggio o, negli eventi su campo, conquistando la misura minima per qualificarsi |

Maschile
Eventi su pista e strada
| Atleta      | Evento      | Batterie preliminari | Batterie preliminari | Batteria        | Batteria        | Semifinale      | Semifinale      | Finale          | Finale          |
| Atleta      | Evento      | Risultato            | Posizione            | Risultato       | Posizione       | Risultato       | Posizione       | Risultato       | Posizione       |
| ----------- | ----------- | -------------------- | -------------------- | --------------- | --------------- | --------------- | --------------- | --------------- | --------------- |
| Seco Camara | 100 m piani | 11.33                | 7º                   | non qualificata | non qualificata | non qualificata | non qualificata | non qualificata | non qualificata |

### Judo
| Atleta        | Evento          | 16-esimi                 | Ottavi               | Quarti               | Semifinali           | Ripescaggio          | Med. bronzo          | Finale               | Posizione       |
| Atleta        | Evento          | Avversario Risultato     | Avversario Risultato | Avversario Risultato | Avversario Risultato | Avversario Risultato | Avversario Risultato | Avversario Risultato | Posizione       |
| ------------- | --------------- | ------------------------ | -------------------- | -------------------- | -------------------- | -------------------- | -------------------- | -------------------- | --------------- |
| Taciana Cesar | 52 kg femminile | Park D-s (KOR) P (00-11) | non qualificato      | non qualificato      | non qualificato      | non qualificato      | non qualificato      | non qualificato      | non qualificato |

### Lotta

#### Libera
| Atleta               | Evento         | Qualificazione       | Ottavi                  | Quarti               | Semifinali           | Ripescaggio Turno 1           | Ripescaggio Turno 2  | Finale/ Finale per il bronzo | Pos. |
| Atleta               | Evento         | Avversario Risultato | Avversario Risultato    | Avversario Risultato | Avversario Risultato | Avversario Risultato          | Avversario Risultato | Avversario Risultato         | Pos. |
| -------------------- | -------------- | -------------------- | ----------------------- | -------------------- | -------------------- | ----------------------------- | -------------------- | ---------------------------- | ---- |
| Diamantino Iuna Fafé | 57 kg maschile | N.D.                 | Sanayev N. (KAZ) P 0-7  | non qualificato      | non qualificato      | non qualificato               | non qualificato      | non qualificato              | 15°  |
| Augusto Midana       | 74 kg maschile | N.D.                 | Sidakov Z. (ROC) P 2-12 | non qualificato      | non qualificato      | Abdurakhmonov B. (UZB) P 0-10 | non qualificato      | non qualificato              | 11°  |